# 夏道虎
夏道虎（1962年5月—），男，汉族，湖北江陵人，中华人民共和国二级大法官，研究生学历，法学博士学位。现任江苏省高级人民法院院长、党组书记。第十三届全国人民代表大会江苏地区代表。

## 生平
早年在西南政法学院法律系法律专业学习。1985年6月加入中国共产党。1986年从该校法理学专业硕士研究生毕业。1986年7月进入最高人民检察院，历任办公厅副处级干部，办公厅检察长办公室副主任、主任，控告申诉检察厅副厅长，控告检察厅副厅长，办公厅副主任、死刑复核检察工作办公室主任，政治部宣传部部长，政治部副主任，刑事申诉检察厅厅长等职。
2014年6月，转任最高人民法院审判监督庭庭长，同年8月任最高人民法院审判委员会委员、审判监督庭庭长。2018年1月，任江苏省高级人民法院院长、党组书记。2018年2月24日，当选为第十三届全国人大代表。